# Newport, Delaware
Newport är en ort i New Castle County i Delaware. Enligt 2020 års folkräkning hade orten 910 invånare.

## Kända personer från Newport
- Henry Latimer, politiker